# Ian Watkins
Ian Watkins (Merthyr Tydfil, 30 de julio de 1977) es un excantante y excompositor británico de Gales. Anteriormente, fue el líder del ahora disuelto grupo de metal alternativo Lostprophets, desde 1997 hasta diciembre de 2012, año en el que fue condenado a prisión por múltiples delitos.
El juzgado lo declaró culpable de abuso sexual, tentativa de violación, pederastia, corrupción de menores, pedofilia, zoofilia e inclusive intento de secuestro y asesinato. Actualmente, cumple una sentencia de 35 años de prisión.

## Biografía

### Primeros años
Ian David Karslake Watkins nació en Merthyr Tydfil, una localidad de Pontypridd, en el sur de Gales. Conoció a Mike Lewis, futuro guitarrista de su banda, mientras estudiaba bachillerato. Completó un grado en diseño gráfico de la Universidad de Gales, donde se graduó con honores.

### Carrera

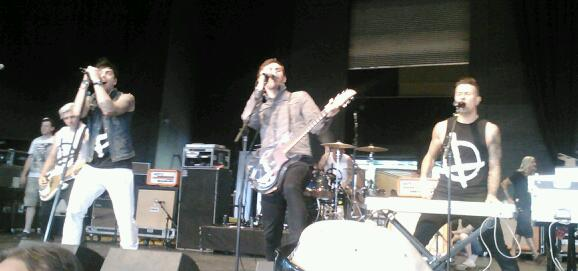
Lostprophets en 2012.

Comenzó siendo baterista del grupo punk Public Disturbance en 1994, formado en su mayoría por sus amigos de secundaria, tocando solamente en pubs de la zona y molestando a los vecinos. Public Disturbance pasó a llamarse Lostprophets el año 1997.
Con Lostprophets grabó cinco álbumes, Thefakesoundofprogress (2000), Start Something (2004), Liberation Transmission (2006), The Betrayed (2010) y Weapons (2012).

### Vida personal
En cuanto a lo personal, salió con Fearne Cotton entre 2004 y 2005 y con Alexa Chung, aunque también se le vinculó sentimentalmente con Alicia Simmons, exesposa del bajista de My Chemical Romance, Mikey Way; y con Marissa Festa. Antes de su detención, estuvo con la cantante, modelo y actriz Ivy Levan, con quien rompió tras varios años de relación.
También, fue modelo publicitario de una compañía galesa durante siete años, llamada Masked.

## Historia legal por delitos sexuales

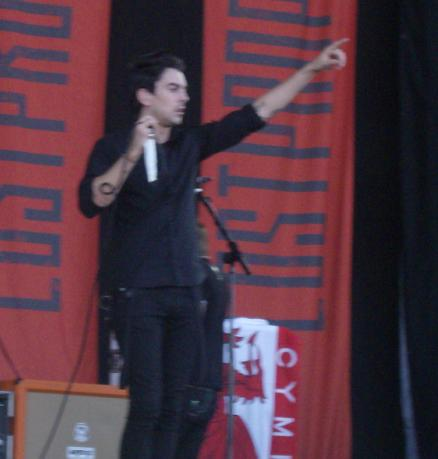
Watkins en 2007.

### Arrestos iniciales
En octubre de 2012, Watkins fue arrestado durante una incursión en su casa de Pontypridd por posesión de drogas. La policía confiscó su ordenador portátil, que se encontró que estaba con cifrado. Watkins fue pronto liberado por la policía por el cargo de drogas pero fue nuevamente arrestado en noviembre del mismo año, bajo la sospecha de producir un artículo obsceno durante el análisis de su ordenador.
A Watkins se le concedió la libertad bajo fianza por segunda y última vez el 12 de noviembre.

### Arresto y cargos en su contra
Un mes más tarde, la policía descubrió  la contraseña de su ordenador portátil: "IFUCKKIDS" (en español: "Follo niños"). Tras esto, Watkins fue arrestado de nuevo por tercera vez el 17 de diciembre. La policía tenía suficientes pruebas recuperadas de su ordenador portátil, por lo que se le negó la libertad bajo fianza y fue recluido para comparecer ante la justicia.
El 19 de diciembre de 2012, se le acusó de conspiración para abusar sexualmente de una niña de un año y de posesión y/o distribución de imágenes indecentes de niños y "pornografía animal extrema" ante los magistrados del tribunal de Cardiff. Watkins solo habló para confirmar su nombre y su fecha de nacimiento. Su solicitud de libertad bajo fianza se volvió a denegar, por lo que quedó bajo custodia como sus dos cómplices (ambas mujeres y admiradoras suyas). Su abogado dijo que Watkins negaba las acusaciones.
Los miembros de Lostprophets publicaron un mensaje en su página web oficial, afirmando que estaban "en estado de shock" y conociendo los detalles de la investigación a la vez que el público, y concluyendo: "Es un momento difícil para nosotros y nuestras familias, y queremos agradecer a nuestros fans por su apoyo al buscar respuestas".
El 31 de diciembre, compareció en el Tribunal de la corte de Cardiff, a través de un enlace de vídeo desde una prisión en Bridgend, y fue puesto en prisión preventiva hasta el 11 de marzo de 2013. La policía también tomó la decisión de revelar públicamente los cargos que le imputaban a Watkins. El caso fue aplazado hasta mayo, con la fecha del juicio fijada para el 15 de julio. En una audiencia del 3 de junio, negó las acusaciones a través del enlace de vídeo.
El 6 de junio, se anunció que el juicio comenzaría el 25 de noviembre y debía durar un mes. Se denegó una solicitud anterior para que el tribunal fuera trasladado de Gales.
Watkins había declarado su inocencia durante casi un año, pero el 26 de noviembre, un día antes de que el jurado diera su veredicto, Watkins cambió su petición para evitar un juicio. Posteriormente se declaró culpable de 13 cargos. Estos incluyen el intento de violación y agresión sexual de un menor de 13 años, pero no culpable de violación. Esto fue aceptado por la fiscalía. Además, se declaró culpable de tres cargos de agresión sexual a niños y de tomar, hacer o poseer imágenes indecentes de niños y un cargo por poseer una imagen pornográfica extrema que implica un acto sexual con un animal.
Las víctimas de Watkins incluyeron a una bebé de casi un año que intentó agredir, y envió un mensaje de texto de SMS a la madre de otro, diciendo: "Si tú me perteneces, también tu bebé". La policía de Galés demostró que Watkins y sus cómplices grababan las violaciones así como también mostraban que el cantante se drogaba con crack y también lo hacía con sus víctimas.
La audiencia de sentencia se celebró en Cardiff el 18 de diciembre de 2013. En su mitigación, la abogada de Watkins, Sally O'Neill, dijo que él no recordaba el caso de intento de violación, pero que "tardó en darse cuenta de la gravedad de lo sucedido" al haber desarrollado una "obsesión" con grabarse a sí mismo en vídeo teniendo relaciones sexuales. Ella continuó explicando que la vida de Watkins había desaparecido debido a las presiones de la fama y la adicción a las drogas. Tales reclamaciones de remordimiento sonaron huecas, cuando la fiscalía reveló el contenido de dos llamadas telefónicas que hizo desde la prisión pocos días después de declararse culpable y en que decía: "It was megalolz, I don’t know why everyone is getting so freaked out about" ("Es mega chistoso, no sé por qué todo el mundo está tan asustado").

### Sentencia
Watkins fue sentenciado a 29 años de prisión y 6 años de libertad condicional. Los cargos incluían "abuso sexual, incluyendo dos cargos por el intento de violación a una bebé de casi un año de edad; conspiración para abusar de menores, posesión de pornografía infantil y actos sexuales con animales". También se supo que Watkins tenía planeado secuestrar a dos niños gemelos, con la intención de "violar a uno y matar al otro". En una condena que fue leída por el juez, se indica que "él y sus cómplices son peligrosos para la sociedad" y que "alcanzaron nuevos niveles de depravación". Sus cómplices (a quienes Watkins convenció para que abusaran de sus propios hijos) fueron condenadas a 14 y 17 años de prisión, respectivamente. Parte de los argumentos para la condena también se basaron en la "falta completa de remordimiento" de Watkins y que durante el juicio se mostró "maravillado de lo que se mencionaba en los testimonios".
Tras su condena, los demás miembros de la ya extinta banda Lostprophets anunciaron en octubre de 2013 que ya no actuarían bajo ese nombre, y en 2014 formaron el grupo No Devotion. Watkins podría recuperar su libertad en 2048.

### Investigación a la policía de Gales sobre el caso Watkins
Un informe de investigación de la Comisión Independiente de Denuncias contra la Policía (IPCC) publicado en 2016, dijo que tres detectives de la fuerza de Gales del Sur deberían enfrentar una acción disciplinaria, después de que no actuaran ante acusaciones anteriores a Watkins a partir de 2008.
Un nuevo informe del IPCC, publicado en agosto de 2017, encontró que la policía había fallado en actuar varias veces entre 2008 y 2012 según los informes del comportamiento de Watkins, citando a un detective que dijo que Watkins tenía "una cantidad de fanáticos y ex novias haciendo acusaciones que cuando se investigan son falsas". El reporte concluyó de la siguiente manera:

«La discutible consecuencia de los fallos de la fuerza del orden es que un pedófilo depredador actuó durante un período prolongado de tiempo. La evidencia obtenida en esta investigación sugiere que la policía de Gales del Sur se enfrentó a una letanía de informes sobre su comportamiento, aunque en algunos casos ni siquiera se llevó a cabo una investigación rudimentaria, cometió errores y omisiones y perdió oportunidades de llevarlo a la justicia antes de que finalmente lo fuera».

El subjefe de policía del sur de Gales, Jeremy Vaughan, dijo que su fuerza "acepta y lamenta completamente" las conclusiones del informe.

## Discografía

### Public Disturbance
- 4-Way Tie Up (1997)
- UKHC Compilation (1997)
- Victim of Circumstance (1998)

### Lostprophets
- Thefakesoundofprogress (2000)
- Start Something (2004)
- Liberation Transmission (2006)
- The Betrayed (2010)
- Weapons (2012)